# Drymonia sulphurea
Drymonia sulphurea är en tvåhjärtbladig växtart som beskrevs av Wiehler. Drymonia sulphurea ingår i släktet Drymonia och familjen Gesneriaceae. Inga underarter finns listade i Catalogue of Life.